# Kulunda (fiume)
Il Kulunda (in russo Кулунда) è un fiume della Russia che scorre nella parte sud-orientale del bassopiano della Siberia Occidentale, nel territorio dell'Altaj. Il suo bacino è endoreico: è infatti il principale immissario del lago endoreico di Kulunda.
Il Kulunda ha le sue sorgenti sull'altopiano dell'Ob', nei pressi della piccola località di Ust-Mossicha, circa 100 chilometri ad ovest di Barnaul e ad un'altitudine più o meno di 200 metri. Il fiume scorre interamente in direzione sud-ovest nella zona centrale della steppa di Kulunda. Nel suo corso superiore, il fiume è circondato da una cintura forestale lunga oltre 100 chilometri e larga appena pochi chilometri; è la cosiddetta Foresta di Kulunda (in russo Kulundinskaja lesnaja datscha). Più avanti, attraversa delle regioni steppiche parzialmente paludose o sfruttate per l'agricoltura. Infine, si getta con un grande delta nella parte orientale del lago di Kulunda, ad un'altitudine di 98 metri.
Il bacino idrografico del Kulunda copre 12.400 km². Dal momento che il Kulunda non ha grandi affluenti, la sua larghezza non supera mai i 20 metri, mentre la sua profondità è di circa 1,5 metri. Il fiume scorre lentamente, a soli 0,1 m/s. A causa del clima arido della steppa di Kulunda, nel corso inferiore la portata del fiume tende a diminuire, e in media è di appena 5,1 m³/s. Durante le piene primaverili, in seguito allo scioglimento delle nevi, la portata può raggiungere un massimo di 336 m³/s; in inverno la superficie del fiume può congelare per un periodo variabile tra i 45 e i 100 giorni.
La città più grande attraversata dal fiume è Baevo, capoluogo del rajon omonimo. A metà del suo percorso, nei pressi del villaggio di Andronovo, il Kulunda viene attraversato, su un apposito ponte, dal canale artificiale omonimo, proveniente dall'Ob'.